# فیدلیو
اپرای فیدلیو، اپوس ۷۲، (‎/fɪˈdeɪljoʊ/‎; آلمانی: [fiˈdeːlio])، که در اصل Leonore, oder Der Triumph der ehelichen Liebe، (لئونوره، یا پیروزی عشق زناشویی) نام دارد،  تنها اپرای لودویگ فان بتهوون است.
لیبرتوی آلمانیِ آن را یوزف زونْلایتْنِر (Joseph Sonnleithner) با اقتباس از لیبرتویی فرانسوی اثر ژان-نیکلا بوییی (Jean-Nicolas Bouilly) نوشت. این اپرا نخستین بار در ۲۰ نوامبر ۱۸۰۵ در تماشاخانه‌ی وین روی صحنه رفت. سال بعد، دوست بتهوون، اشتفان فن بروینینگ لیبرتو را بازنویسی کرد و طول آن را با تبدیل سه پرده به دو پرده کوتاه‌ کرد. پس از بازنگری‌های بیشتر توسط گئورگ فریدریش تراشتکه، نسخه‌ی نهایی در ۲۳ مه ۱۸۱۴ در تماشاخانه‌ی کرنتنرتور اجرا شد. در جریان این تغییرات در لیبرتو، بتهوون نیز در حال بازبینی بخشی از موسیقی بود. مرسوم است که تنها نسخه‌ی نهایی با نام فیدلیو شناخته می‌شود و از نسخه‌های قبلی با نام لئونوره یاد می‌شود.
لیبرتو داستان زنی به نام لئونوره را روایت می‌کند که در لباس یک نگهبان زندان با نام «فیدلیو»، شوهرش فلورستان را از مرگ در یک زندان سیاسی نجات می‌دهد. سناریوی بوییی با دیدگاه زیبایی‌شناختی و سیاسی بتهوون همخوانی دارد: داستانی از فداکاری شخصی، قهرمانی، و پیروزی نهایی. این مبارزه برای آزادی و عدالت، که بازتابی از جنبش‌های سیاسی آن زمان در اروپاست، از ویژگی‌های بارز «دوره‌ی میانه‌»ی بتهوون به‌شمار می‌رود. از لحظات برجسته‌ی این اپرا می‌توان به «همسرایی زندانیان» (O welche Lust — «آه! چه سُروری!»)، که سرودی برای آزادی است و با همسرایی زندانیان سیاسی اجرا می‌شود، رؤیای فلورستان که لئونوره را در هیبت یک فرشته‌ی نجات می‌بیند، و صحنه‌‌ای که فلورستان نهایتاً نجات می‌یابد، اشاره کرد. پویه‌ی پایانیِ اثر شجاعت لئونوره را با اجرای متناوب تک‌خوان‌ها و گروه همسرایان جشن می‌گیرد.

## پیشینه
اپرای فیدلیو در زمان خود، مساهمت بتهوون بود در سنتِ جاری و موفقی در آهنگسازی اپرا؛ سنتی که امروز کم‌تر شناخته‌شده است، چرا که هیچ‌کدام از اپراهای آن سنت—جز اپرای بتهوون—در رپرتوار امروزی باقی نمانده‌اند. این سنت وارداتی بود از فرانسه‌ی انقلابی به وینِ بتهوون و شامل آثار آهنگسازان متعددی از جمله لوئیجی کروبینی بود. مکتب جدید فرانسوی در سال ۱۸۰۲ با اجرای اپرای لودویسکا اثر کروبینی وارد وین شد و به گفته‌ی دین، منجر شد به «سرازیری سیلی از اپراهای فرانسوی، که بسیاری‌شان در وین محبوب‌تر از پاریس شدند.» بسیاری از این اپراها از نوعِ موسوم به اپرای نجات بودند، که دین آن‌ها را این‌گونه توصیف می‌کند:
«...فرم زینگ‌اشپیل، پس‌زمینه‌ای از واقع‌گرایی خانگی با رگه‌هایی از طنز، افزوده‌شدن داستانی قهرمانانه یا میهن‌پرستانه که در آن خشونت و اغلب یک فاجعه‌ی نمایشی وجود دارد، پایانی خوش که نه از راه امداد غیبی، بلکه از طریق عملی شجاعانه و ابرانسانی حاصل می‌شود، و محتوای اخلاقی قوی‌ای که شخصیت‌ها را به بد و نیک تقسیم می‌کند—این الگوی اپرای نجات بود... بتهوون آن را تمام‌وکمال پذیرفت.»
این نوع جدید از اپرای قهرمانانه برای بتهوون جذاب‌تر از دراماهای شخصیتی بود که موتزارت در آثار اولیه‌اش دنبال می‌کرد (و از نظر بتهوون بیش از حد سبک و بی‌اهمیت می‌آمدند). بتهوون که آثار کروبینی را در وین شنیده بود، با شور و شوق به این جریان تازه پیوست، و در حقیقت داستان، شخصیت‌ها، و (به گفته‌ی دین) حتی برخی آلات موسیقایی‌ فیدلیو از آثار پیشینیان بتهوون در سنت اپرای نجات فرانسوی وام گرفته شده است. از جمله‌ی این آثار می‌توان به اپرای  Léonore, ou L'amour conjugal (لئونور یا عشق زناشویی، ۱۷۹۸) اثر پیر گاوو و Leonora (لئونورا، ۱۸۰۴) اثر فردیناندو پائر اشاره کرد.

## تاریخ اجرا

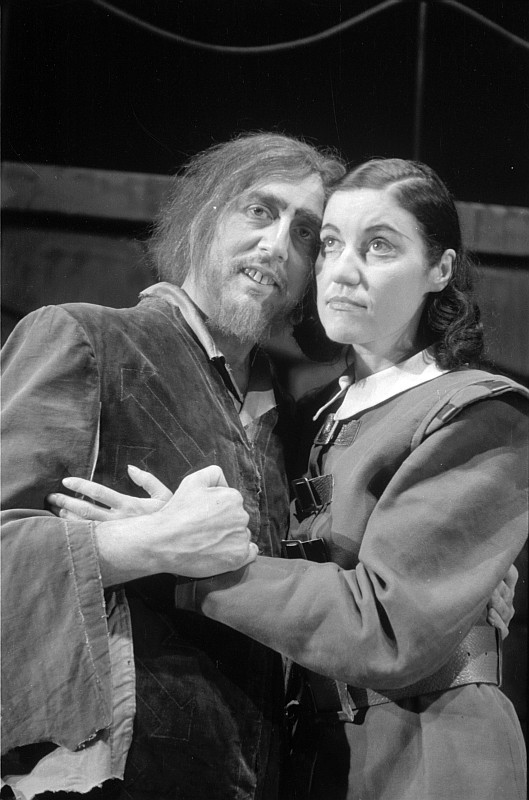
تصویر لئونوره و همسرش به نام فلورستن در اپرای بتهوون

مانند بسیاری دیگر از آثار حرفه‌ایِ بتهوون، فیدلیو قبل از دست‌یابی به موفقیت کامل، چندین نسخه داشت.
بتهوون، اوورتور لئونوره را در سه پرده به مدت دو شب در ۲۰ نوامبر ۱۸۰۵ در وین رهبری کرد؛ ولی قوای ناپلئون در ۱۳ نوامبر وین را گرفته بود؛ امپراتور فرانسیس و اشراف درجه‌اول گریخته بودند، و مردم حالِ شنیدن اپرا را نداشتند. اجرای آن، علی‌رغم کف زدن‌های افسران فرانسوی که در میان تعداد کمی از حاضران نشسته بودند، شکستی فاحش بود. برای چاره‌جویی، گروهی از دوستان، شبی در دسامبر ۱۸۰۵، در قصر شاهزاده لیخنوفسکی (۱۷۶۱–۱۸۱۴) گرد آمده بودند تا بتهوون را راضی کنند در فیدلیو دست ببرد و آن را به صورت تازه‌ای عرضه کند. به او گفتند که اپرای او بسیار طولانی است و ناشیانه تنظیم شده. اما او زیر بار نمی‌رفت و به خشم می‌گفت که فیدلیو را نابود خواهد کرد. اما استغاثهٔ مادرانهٔ شاهزادهٔ سالخورده در او اثری عمیق گذاشت و او تسلیم آن تغییرات شد و آن را کوتاه و در آن تجدیدنظر کرد، اما چند ماه پس از آن شب، تنها یک اشارهٔ مبهم شاهزاده لیخنوفسکی در محفلی دوستانه باعث شد که بتهوون به تصور این‌که استقلال فکری‌اش لطمه دیده، خشمگین شود و مجسمهٔ نیم‌تنهٔ شاهزاده را درهم بشکند و برای همیشه قصر لیخنوفسکی را ترک کند.
بتهوون فیدلیو را بار دوم، در ۲۹ مارس ۱۸۰۶ به معرض نمایش گذاشت؛ ولی بازهم توفیقی نیافت. هشت سال بعد، مقارن با تشکیل کنگرهٔ وین، هنگامی که شهر پر از جوش و خروش بود، اپرای مزبور با نام جدید فیدلیو برای بار سوم بر روی صحنه آمد، و تا اندازه‌ای با موفقیت روبه‌رو شد. نحوهٔ آهنگسازی بتهوون بیشتر با سازهایی هماهنگ شده بود که نسبت به صدای انسان قدرت و انعطاف‌پذیری بیشتری داشت؛ خوانندگان، هرقدر هم مشتاق بودند که سدهای جدید را بشکنند، نمی‌توانستند بعضی از قسمت‌هایی را که آهنگ آنها خیلی بالا می‌رفت بخوانند، و عاقبت از خواندن سر می‌تافتند. این اپرا امروز گاه‌گاه بر بال‌های شهرتِ آهنگساز -و با اصلاحاتی که خود او دیگر نمی‌تواند در آنها تجدیدنظر کند - بر روی صحنه می‌آید.